# Trystan Gravelle
Trystan Gravelle (* 4. Mai 1981 in Llanelli, Carmarthenshire) ist ein walisischer Theater-, Fernseh- und Filmschauspieler.

## Biografisches
Trystan Gravelle besuchte die Schule in Llanelli. Zwischen 1997 und 1999 war er in der dortigen Theaterszene aktiv, bevor er in London die Royal Academy of Dramatic Arts besuchte. Nach seinem Abschluss trat Gravelle der Royal Shakespeare Company bei.
Nach ersten Rollen auf der Theaterbühne, hatte Gravelle 2011 sein Spielfilmdebüt mit einer Nebenrolle in Roland Emmerichs Historienfilm Anonymus. Im selben Jahr wurde er für eine der Hauptrollen in dem Theaterstück 13 besetzt, welches am Londoner Royal National Theatre uraufgeführt wurde.
2012 wurde er Teil des Casts der Fernsehserie Mr Selfridge, in welcher er in allen vier Staffeln die Rolle des Victor Colleano verkörperte. Von 2018 bis 2021 war er in mehreren Episoden von A Discovery of Witches als Vampir Baldwin Montclair zu sehen. Seit 2022 verkörpert er in der für Amazon Prime produzierten Fantasyserie Der Herr der Ringe: Die Ringe der Macht Ar-Pharazôn, den Kanzler und späteren König der Insel Númenor. 

## Filmografie (Auswahl)
- 2011: Anonymus
- 2013: One Chance – Einmal im Leben (One Chance)
- 2013–2016: Mr Selfridge (Fernsehserie, 34 Folgen)
- 2016: The Aliens (Fernsehserie, 6 Folgen)
- 2016: National Treasure (Mini-Serie)
- 2017: Gap Year (Fernsehserie, 2 Folgen)
- 2017: Beast
- 2018: The Terror (Fernsehserie, 5 Folgen)
- 2018–2021: A Discovery of Witches (Fernsehserie, 7 Folgen)
- 2019: Baptiste (Fernsehserie, 4 Folgen)
- 2019: Britannia (Fernsehserie, 1 Folge)
- 2020: Quiz (Fernsehserie, 3 Folgen)
- seit 2022: Der Herr der Ringe: Die Ringe der Macht (Fernsehserie)
- 2023: Große Erwartungen (Miniserie, 5 Folgen)